# Jennifer Capriati
Jennifer Maria Capriati  (sinh ngày 29 tháng 3 năm 1976) là một cựu vận động viên quần vợt chuyên nghiệp người Mỹ. Là thành viên của Đại sảnh Danh vọng Quần vợt Quốc tế, cô đã giành được ba chức vô địch đơn trong các giải đấu Grand Slam, giành huy chương vàng tại Thế vận hội Mùa hè 1992, và từng đạt tới thứ hạng số 1 thế giới.
Capriati đã thiết lập một số kỷ lục trẻ nhất từ trước đến nay khi bắt đầu sự nghiệp. Cô ra mắt chuyên nghiệp vào năm 1990 khi mới 13 tuổi 11 tháng, lọt vào trận chung kết của giải đấu khó khăn ở Boca Raton, Florida. Capriati đã lọt vào bán kết Pháp mở rộng trong lần ra mắt đầu tiên và sau đó trở thành cầu thủ trẻ nhất từng lọt vào top 10 ở tuổi 14, 235 ngày vào tháng 10 năm đó. Sau trận thua vòng một tại Mỹ mở rộng năm 1993, Capriati đã nghỉ 14 tháng từ quần vợt chuyên nghiệp cạnh tranh. Các vấn đề cá nhân của cô trong thời gian này (bao gồm các vụ bắt giữ vì tội ăn cắp và sở hữu cần sa) đã được báo chí ghi lại.
Năm 1998, Capriati giành chiến thắng trong trận đấu đơn Grand Slam đầu tiên sau 5 năm tại Wimbledon. Trong hai năm tiếp theo, Capriati dần trở lại bản lĩnh vô địch, giành được danh hiệu đầu tiên sau sáu năm ở Strasbourg năm 1999 và giành lại thứ hạng 20. Tại giải Úc mở rộng năm 2001, Capriati hồi sinh trở thành hạt giống thấp nhất từng giành chức vô địch khi cô đánh bại Martina Hingis trong hai set để giành chức vô địch Grand Slam đầu tiên của mình. Cô cũng đã giành chiến thắng tại Pháp mở rộng năm đó, được xếp hạng số 1 của Hiệp hội quần vợt nữ vào tháng 10. Sau khi bảo vệ thành công danh hiệu Úc mở rộng của mình vào năm 2002, Capriati đã trở thành một vị trí ổn định trong top 10 cho đến khi chấn thương làm hỏng sự nghiệp của cô vào năm 2004. Cô đã giành được 14 giải đấu đơn chuyên nghiệp trong sự nghiệp của mình, cùng với 1 chức vô địch đôi nữ.